# 240 Centre Street
240 Centre Street o conocido como el Edificio de la antigua sede de la Policía de Nueva York es un edificio histórico ubicado en Little Italy, Nueva York. El Edificio de la antigua sede de la Policía de Nueva York se encuentra inscrito como un Hito Histórico Neoyorquino en la Comisión para la Preservación de Monumentos Históricos de Nueva York al igual que en el Registro Nacional de Lugares Históricos desde el 28 de marzo de 1980. Hoppin & Koen diseñó el Edificio de la antigua sede de la Policía de Nueva York.

## Ubicación
El Edificio de la antigua sede de la Policía de Nueva York se encuentra dentro del condado de Nueva York.